# 토요시마 미키
토요시마 미키(豊島 実季, とよしま みき)는 일본의 언론인이자 NHK 소속의 아나운서이다. 일본 오이타현 오이타시 출생이며, 오차노미즈 여자대학를 졸업하였다. 2018년 NHK에 입사를 했다. 첫 부임지인 후쿠이시의 NHK 후쿠이 방송국에서 아나운서 생활을 시작하였다. 이후 히로시마시에 있는 NHK 히로시마 방송국으로 옮겨 활동하였고, 2022년 4월 조직개편과 봄 개편에 따라 도쿄도에 있는 NHK 아나운서실로 옮겼다.

## 에피소드
- 혼혈 아나운서인 토요시마 미키(豊島 実季)의 어머니는 인도네시아 서자와주 태생이다.
- 그녀는 고등학교까지 배구부에 소속되어 배구 선수로 뛰었었다. 키는 170cm. 리베로 치고는 점핑 리시브가 특기다.
- 취미는 다카라즈카 가극단의 가극보기와 배구직관이다.

## 프로그램 경력

### NHK 후쿠이 방송국시절
- 후쿠이현의 뉴스 및 중계,리포터(2018년 6월~2020년 3월)
- 수도권 네트워크(2019년 2월 5일~6일) 대리 진행
- 뉴스 사우루스 후쿠이 리포터

### NHK 히로시마 방송국시절
- NHK 뉴스 오하요 히로시마, NHK 뉴스 오하요 주코쿠 진행(2020년 4월 6일~2022년 4월 1일)
- 히로시마 뉴스 845 진행
- 뉴스 워치 9(호시 마코토 아나운서의 대리 진행(2021년 9월 13일~17일)

### 도쿄 NHK 아나운서실 시절
- 뉴스 워치 9 리포터(2022년 4월 4일~)